# 高耀洁
高耀洁（1927年12月19日—2023年12月10日），本名高明魁，字耀洁，以字行，汉族，山东曹县人，1954年毕业于河南大学医学院，河南中医学院退休教授，妇科肿瘤专家，河南省第七届人民代表大会代表，河南省文史研究馆研究员，九三学社成员，艾滋病防治活动家，被稱為「中國防艾第一人」、“民间防艾第一人”。2009年8月，高耀洁以访问学者身份定居纽约。

## 个人经历

### 家世
高耀洁祖上原居山东省曹县苏集镇张贡士楼村，较为富有，后曾祖迁建曹县苏集镇高新庄。祖父高子箴娶妻李氏（其弟李文斋，1930年代中国国民党山东要员），生三子（圣尧、圣君和圣坦）一女（夭亡）。她的母語是中原官話，與日後工作地點河南省的語言相通；其回憶錄編輯霍詠詩曾提及她口音較濃重，以至需要筆談。
- 高圣尧（出生于1880年）娶妻徐氏（其父徐继儒，清末进士，翰林院编修，曾担任山西补用知府），生有一女（少亡），高圣尧23岁病故，徐氏寡居。徐氏为高耀洁养母。
- 高圣君（出生于1885年）娶妻贾氏（其父贾鸿臣，清末举人），先后又娶妾四位，皆不孕。
- 高圣坦（出生于1892年）即是高耀洁父亲。高圣坦三岁丧母、七岁丧父，跟长兄生活，15岁娶妻，先后娶两位朱氏，皆难产而亡，后娶吕氏，生一男二女，生第四胎时难产亡故，后娶张氏，生九胎（早夭一人，少亡一人，七人健在），高耀洁是张氏长女。

### 中日戰爭
高耀洁被过继给徐氏为女儿，在徐氏的抚养、教育下，幼年熟读《四书》（论语、孟子、中庸、大学）；《五经》中的诗经、孝经；还有其它的诗、词、歌、赋等古典文学书籍；至今还能流利的背颂原文。另外高耀潔小時候一度接受了纏足。
1938年春，高圣君中风，昏迷多日，经医生治疗后，仍是半身不遂，言语障碍，意识糊涂。1939年3月12日，八路军冀豫鲁边区支队（杨得志任司令员）崔田民部二大队将病中的高圣君、高圣坦等三人绑走，并进行严酷苦刑，半个多月後高家出巨额赎金（杨得志回忆录载七万块银元，曹县志载30万块银元），虽人放了，杨、崔率部队将高新庄洗劫后付之一炬。对于八路军抢劫高新庄的原因，中共认为高圣君是地主、汉奸，而根据曹县志，该地区到1939年夏季才首次遭到日军扫荡，此前系国军占区。
高新庄被毁灭后，高氏全家逃离曹县，迁到河南开封（土地、房屋、钱财尽失，当时高圣坦深感个人责任重大，他不仅带出了妻子儿女，也把病中的二哥、二嫂安置在開封，同住一所院内）。高圣君于1943年农历8月在开封病故，享年57岁。1949年农历9月，高圣坦病故。1954年，度过饱受日军轰炸之苦的战争年代后，高耀洁终于毕业于河南大学医学院。

### 三年饥荒和文革(1960-1974)
二十世纪五十年代，高耀洁的职业是产科医师。在1959-1961年中国连续遭受三年大饥荒期间，高耀洁曾将自己的粮票让与其他受饿的妇女。1967年，高耀洁工作的医院受到红卫兵冲击。文化大革命期间受尽折磨，因为她拒绝参加游行，遭到红卫兵殴打（現在她身上还存有多处伤痕），之后被间断关在太平间裡。先后共计八个多月，高耀洁在太平间里，靠每天夜里由医院的一位厨房女工偷送的一点食物充饥。一次批斗时被打伤，令她的胃被切除了五分之四。1966年，不堪折磨的高试图服毒自尽，被发现后经抢救幸免，但罹获药物性肝硬化。她还患有心肌缺血、慢性结肠炎等疾病。病症给她带来很多痛苦和不便。
1968年，红卫兵将高家祖墳挖开(先人均系厚葬，随葬品丰富) ，搶劫随葬的金、银、翠、玉等珍贵物品, 后焚毁尸体。

### 成功的妇科医生(1974-1995)
1974年，文化大革命造成的混乱局面逐渐平息，高耀洁被调到河南省中医学院第一附属医院工作。在那里，她把自己的工作重点转移到折磨妇女的绒毛膜癌症的治疗。1978年开始以后，中国开始执行邓小平的改革开放政策，大部分中国人的生活比较稳定。高耀洁领导的妇产科在治疗“恶性滋养细胞肿瘤500多例”治愈率在90% 以上，1983年获得河南省科技进步二等奖。1990年，63岁的高耀洁退休了。
高耀洁退休后，被许多单位邀请去讲座。她主讲妇女保健、防止性骚扰和性病预防等知识。她去过几十个单位、妇联、工会和近百个学校，很受欢迎，他们都用车接送。1995年“三八节”那天，高耀洁上午在郑州大学讲座，下午在工业大学讲座，晚上又去了农业大学，每次讲座均为3个小时。在这5至6年讲座时期，邀请单位很客气，不用谈讲课费，他们也会送上300至500元人民币。有些单位（包括县地市医院）请她会诊、手术，回程时，不但送满满的土产品，还要送上500到1000元会诊费。这是她一生最富裕的时期。

### 由打假到关注艾滋病(1996-2001)

#### 遇到第一例艾滋病病例
1996年4月7日下午，高耀洁教授被武警医院邀请，参加一次紧急会诊。一个巴姓女病人在郑州市武警医院治疗，腹水增长不消失，高烧持续在摄氏39到40度之间。入院16天仍不能被确诊。“她的口腔多处溃烂，腹部皮肤深紫色结节，压着不退色。”有的医生猜测这个女人可能得了某种癌症，而高教授怀疑她得的是获得性免疫缺陷综合征（AIDS），俗称“艾滋病”。血化验证实了高耀洁的预诊：巴女士是艾滋病晚期患者。10天后巴女士抢救无效身亡。
根据中国政府的宣传资料，艾滋病病毒是通过静脉毒品注射和性接触传播的。但巴女士并无婚外情及静脉毒品注射经历。巴女士的丈夫、孩子和亲属多次化验的结果，
HIV抗体都是阴性。
巴女士的丈夫表示，两年前，巴女士在一次子宫瘤手术后输血，感染了艾滋病病毒。“我惊讶地发现，受感染血液来自医院的血库。如果血库已经被HIV污染，受害人肯定不会只有一个人了！”

#### 进一步追查艾滋病病源
高耀洁自费踏上了“防艾” 的道路。她一个村子接一个村子地走访，提供免费的医疗咨询，并收集实际数据。她证实了巴女士的病例并非孤立事件。高耀洁在一些村子里发现有的农民声称患了“无名高烧”或“古怪的病”，与艾滋病的临床表现完全一样，有些病人已经在省市大医院确诊为艾滋病。她遇到的受害人都是农民。高耀洁说：“直到今日仍没有HIV疫苗，没有任何药物能治愈艾滋病。我们能做的就是采取一切预防措施，阻止它的传播和蔓延。” 
高耀洁追查出艾滋病传播的根源，发现与非法卖血和不正规采血、输血有关。这些血液交易是由“血头”与血液贩子勾结当地官员进行的。这些血站使用感染的针头在卖血者身上采血。她查出有些医院的领导们为了赚钱，曾在黑血市场购买血浆，再高价转售给病人。
高耀洁在调查期间曾经多次向河南省各级政府反应艾滋病疫情的现状，当地官员说：“就你在大惊小怪，哪有那么多艾滋病？”高耀洁又写信向国家卫生部反应艾滋病传播的严重性和真实情况，但都毫无音信。
农民卖血800毫升，赚了80元人民币，用来供孩子上学，维持生活。他们误以为这是一个生财之道，都跑来卖血。采血站的工作人员用很简单的方法抽血，将所抽的同型血混合在一起，分离之后， 提取血浆、然后再将那些已经混合的血球，加上生理盐水，重新输回多个卖血者体内，以预防贫血。这时，艾滋病病毒已经进入卖血者体内，感染了艾滋病，又不知不觉地将病毒传染给他们的配偶，以及每一个到血站卖血的人。
早在1998年，流动血站已被宣告为非法。但那些贪婪的“血头”仍在地下从事着这些勾当。他们走乡串户，哄骗那些贫穷农民卖血。健康专家预计有2千万农民卖过血。他们当中很多人来自山西、陕西、河南、河北、安徽和山东等省的农村。卫生部门的官员承认，在黑市卖血的农民感染艾滋病病毒的机率高于在合法血站的10倍。
1999年，湖北省武汉中南医院的桂教授采集了155名卖血农民的血样，发现其中96人HIV抗体都是阳性。河南省驻马店、开封、商丘、周口、信阳和南阳等地的不少村庄都有许多农民全家死于艾滋病。河南政府对外只说上蔡县的文楼村，60% 以上的人在卖血后感染了HIV病毒。很多人已告别了这个世界，留下孤儿和老人。
高耀洁说，“艾滋病传染是一场人类灾难。我认为这次的艾滋病危机跟恐怖袭击和世界大战属于同一级别。”她在一次CNN采访中这样说。从一开始，她就认为这样一场大规模的传染病，如果及时采取了措施，是完全可以避免的。专家们曾希望中国政府高层可以发出紧急命令，作出反应。世界知名的艾滋病防治专家何大一博士解释：“中国的系统是典型的自上而下，”他说，“除非得到了高层的指示，否则他们都会消极对待。但是对于这样一场公众的健康危机，不作为无疑意味着将死很多人。”日积月累， 尽管艾滋病受害者的人数不断增加，那些政府官员还是熟视无睹。
高耀洁去找河南省的地方官员，告诉他们她收集到的惊人讯息，希望政府可以立即行动。官员试图让她闭嘴，“以后不要再说了，河南艾滋病问题解决了。” 
当时，血液贩子和当局都不愿泄露真相。2006年，一个熟悉血液采集站的中国分析家说：“这些血液采集站都是国企，部分由公共健康系统下的公司资助。它们与医院处于同一系统中，卫生系统的高层管理人员有特殊动机去隐藏问题。”
了解到情况的严重性，高耀洁决定公开揭发。她说：“我是个医生，个人的职责是引起更多的人对艾滋病的关注，竭尽全力将这场灾难下降到最低程度。”
高耀洁说，现在这种情况是贪婪的本地官员和商人从事血液生意的后果。这些缺德的医务人员在黑血站老板的掩护下，从事血液买卖的活动。高耀洁在一次《时代杂志》采访中告诉记者，“艾滋病在中国的传播并非因为卖淫或者吸毒。因为当地腐败官员捂盖事实真相，他们担心艾滋病疫情一旦曝光，他们参与此类勾当的罪过也会受到惩罚。”
地方政府官员切断了解决这场危机的唯一通道：面对问题。他们隐藏问题，并借着大众宣传媒体，误导艾滋病病毒的传播途径，说是来自于性乱与吸毒。多年来，农村人得到的都是错误消息。根据一项对一万名人的调查，不到15%的人能正确的说出HIV传播的方式或者如何保护自己。他们并不知道艾滋病病毒可以通过血液感染而传播。“输血加剧了艾滋病的传播，并非像他们声称的是性接触传染，”高耀洁在一次路透社的采访中说，“这是真实的，尤其是在河南、安徽、四川和广西省贫穷的偏远地区。”

#### 自费研究宣传防艾知识
高耀洁意识到应该全力以赴开展艾滋病知识的宣传教育。她从1996年开始写作并自费发放艾滋病预防资料和书籍，让广大群众能更好地保护自己。“这个贡献比我做本职工作更大，我看门诊一天最多只能诊治几十个病人，但我积极宣传预防艾滋病工作，每天都能教导成百上千的人，让他们掌握防艾知识，从而拯救更多的生命。”高耀洁用自己的退休金，以及河南省文史研究馆和宋庆龄基金会的捐款，印发了800份“艾滋病预防常识”宣传单，在1996年12月1日世界艾滋病日，文史研究馆出车，2位工作人员陪同高耀洁，他们一起坐车到河南郑州5个长途汽车站发放宣传单。她请人们将宣传单带给他们同村的人阅读。人们争相索取宣传资料。高耀洁自费出《艾滋病、性病的防治》一书并免费发放30万册，支出40多万元。她还编写了《预防艾滋病的知识》等小报，发放120多万份。自2000年开始她还向全国各地个人、学校、图书馆等赠送自己的著作。除写作、印刷和出版，高耀洁还走访很多农村、大学(北京五所, 上海六所，南京八所, 长沙、天津、西安、济南等多所名校)，举办讲座，宣传艾滋病疫情及防治方法,同时发放艾滋病书籍和宣传材料。2006年底，她在新浪网开通了自己的网络日志，其中发表了她掌握的病例，以及收到的艾滋病患者来信。从1999年至2009年，她发了超过一百二十八万份宣传单。她一共编写了七册有关艾滋病书籍，其中一本名为《艾滋病预防和性传播疾病》的小书，发给了医院、学校、工厂和农场。该书总计印刷了超过三十八万多册。
2001年，她将“全球卫生理事会”授予她当年“乔纳森·曼卫生及人权奖”的奖金两万美元全用来加印《艾滋病性病的防治》。
高耀洁对河南省人口稠密地区的艾滋病现状进行调查，记录艾滋病疫情，并拍了患者照片，编写存档。她揭露这个被官方隐藏的艾滋病情况，最终估测：河南省1亿人口中，约有2%艾滋病病毒携带者和病人。

### “血祸”之灾及其后遗症(2001-2007)

#### 揭露血祸真相
高耀洁认为，艾滋病在中国传播的主要途径是采血和输血。输血而感染艾滋病的患者尤其无辜。2006年10月24日，她在自己的网络日志中表达了对中国血液安全问题的担忧：首先，在单採、有偿献血已被禁止，无偿献血又无法满足临床需要的情况下，采血已经转入地下。其次，国家对血液污染事故的查处不彻底。最后，司法部门对待艾滋病患者不公正。
她反对官方宣传“艾滋病在中国的主要传播途径是性传播和吸毒传播”的观点，她认为中国农村并没有多少同性恋人口，贫穷的农民也无力购买毒品。此外，经武汉中南医院桂希恩教授在河南驻马店调查500多艾滋病病人，夫妻同居时间在5年以上，对方感染愛滋病病毒者40多人，证实艾滋病性传播的机率不到10%，因中国的艾滋病病毒类型与外国不同，过分强调官方的观点助长了人们对于艾滋病患者的偏见。人们认为，既然吸毒或性滥交是艾滋病的主要传播途径，那么得艾滋病的人必定大多从事这类活动，进而称艾滋病为“脏病”。艾滋病患者也因而受到歧视甚至侮辱，并殃及家人。

“社会对艾滋病人不理解。人们认为：这病是“脏病”。……其实，中原地区人感染艾滋病，大都不是因为性乱，而是卖血。”

她还认为地方政府时常掩盖艾滋病血液传播的严重性，另外，许多“有知识的人”也在“说假话”，“办假事”，“造假货”，特别是假药, 危害了更多人的生命。2003年12月，高耀洁在同吴仪会面时，否定了“吸毒和性是中国艾滋病传播主要途径”的说法，并直言告诉吴仪：“他们在骗你”。此外，高耀洁还认为，强调性传播艾滋病的目的是为了掩盖政府的失职。
高耀洁认为，中国国内的艾滋病宣传，过分强调避孕套的作用。这对艾滋病的预防有很大负面影响。她的理由是，既然安全套在用来避孕时都有破裂、失效导致避孕失败的危险，它就不能用来预防更加危险的艾滋病。过分宣传避孕套的防艾效果，导致人们对艾滋病放松了戒备，再隐瞒艾滋病病人的真实姓名，更加重了艾滋病蔓延。至于有效的方法，高耀洁的回答是：“洁身自爱，才是保护自身、家庭、社会健康，防御艾滋病的最好办法。”
高耀洁也强调，卖血、卖血传染艾滋病不仅限于河南，而是普遍存于中国境内，是全国性的问题。

#### 对抗艾滋骗局
高耀洁花费了大量精力揭露“防艾”名义下的行骗。据高耀洁自己介绍，到1998年时，她收到的信件中声称包治艾滋病的信占了总数的10%。同时她还说：
“防艾圈太大、太乱了。”“政府官员、地方官员、基金会、非政府组织（NGO）、专家、医院、制药厂、江湖游医……太多了，这些年艾滋病问题上，多少人说了多少假话呀。”
2003年，因为在一篇题为《你诈骗艾滋病病人的钱财不感到可耻吗？》的文章中攻击江湖骗子，高耀洁被告上了法庭。原告李德敏认为，尽管高耀洁并没有点名，文中提到的骗子就是他，并认为高耀洁侵犯了他的名誉权。2003年9月16日，经法院审理，高耀洁被认定无罪。为了保护身后名誉，防止他人借“高耀洁”之名行骗，她于2005年10月1日发表了遗嘱，要求“不留骨灰”，“以免任何人、任何组织或官员利用我的名字成立组织……搞行骗或闹剧，让那些“能人”获利，危害他人……”，并进行了公证。

#### 照顾艾滋孤儿
“艾滋孤儿”是父母死于艾滋病的孩子们。高耀洁自己通过各种方式帮助他们。高耀洁把艾滋遗孤的问题总结为三点：生存问题，教育问题，心理问题。
尤其遗孤的心理问题，对社会有潜在的威胁。

“艾滋孤儿的问题，将来是个社会动乱的根子……他少吃无喝的，他又没有知识，他又不懂法律，你想想他会对社会造成什么东西，现在已经出现艾滋病人杀人了。”

为了打破与艾滋病毒有关的社会偏见，高耀洁将艾滋感染孤儿抱在怀中，以向村民证明正常接触并没有危险。她在高中、大学发表演讲，鼓励学生参与防止艾滋病传播的斗争，但遭到地方当局的阻扰。
高耀洁曾说过，孤儿是艾滋病危机中最可怜的受害者，因为每个艾滋病死者都会留下1到2个以上孤儿。他们的父母死于艾滋病之后，孤儿在村子里和外界都会被看不起。农村人很迷信，认为这些孤儿是“妨人”（克星），把他们的父母都“妨”死了。这些孩子经常因为太饿，到地里找到什么就吃什么，吃青麦粒，拉肚子。高耀洁把孤儿安排到老家原籍，请无子女的家庭收养。这些孩子离开时都想见见亲人，他们的亲人会说，“你们走到哪里就妨到哪里。”或者干脆不理睬他们，有时候连头都不抬。
高耀洁曾经访问河南一个村落。当她走过一条狭窄小巷时，听到一个孩子哭喊母亲的声音。“当我走进这间屋子，我看见那两岁孩子的母亲上吊自杀了，死者的身体已经僵硬了。这个小孩还不知道母亲早已死了，他拉着母亲的脚，用他的小嘴啃着妈妈的脚后跟，不停地呼唤‘妈妈下来’。
高耀洁得知孩子的母亲是艾滋病患者，丈夫已经死于艾滋病，这个孤儿也是艾滋病患者。家中的积蓄已经被庸医骗走，如今家徒四壁，已无任何生存余地。高耀洁一行3人目睹此景，相对而泣，一天吃不下饭。高耀洁说：“这类艾滋病病人自杀事件，在河南的农村随处可见。”
在另一个村庄，她一日之内碰见六个因害艾滋病的死者正在下葬。这个村有一半以上的家庭大门上贴着白纸，表示近年死过人。
高耀洁通过调查发现，她给孤儿们的汇款，他们常常被监护人扣留、剥夺，只有很少用在了孩子身上。所以她认为，正常人家庭分散领养孤儿是解决“艾滋孤儿”问题的最佳办法。因为孤儿们可以在正常的家庭、社会环境下成长。2001年，她将六名孤儿送到山东省曹县的农村家庭分散抚养。2000-2004年，她花费八万多人民币，无偿资助了164名“艾滋孤儿”。据估计中国现在有几十万的艾滋孤儿。多年来，高耀洁帮助的艾滋孤儿有的在新家、在学校生活得很快乐，学习成绩也不错。但也有些艾滋病孤儿厌学，一心想外出打工挣大钱。香港智行基金会主席杜聪听到高耀洁的介绍也很伤心。杜聪领他们外出旅游散心，去山东菏泽牡丹园游玩，希望恢复孩子的正常心理，激发他们努力向上。高耀洁离开中国后把艾滋孤兒照顧的工作交给了杜聪先生。

### 受打压被迫出走异国(2007-2023)
近年来河南省有数以万计的人被艾滋病摧残，但未曾有一名官员为此负责。高耀洁勇于曝光事实，而地方政府则希望掩盖因工作失误、失职以造成的艾滋病蔓延。所以当高耀洁到农村探访艾滋病患者时，常常受到来自地方政府的阻力。他们常以维护地方形象或保护国家机密为借口驱逐高耀洁。向政府报告高耀洁行踪的农民可以接受大约500元人民币的报酬。所以她尽量选择便宜的寄宿，因为那里的人们不会经常向政府报告她的行踪。她撰写的关于“艾滋村”的书籍在河南省也被禁止。她相信自己的电话遭到窃听，甚至怀疑有人可能试图刺杀她。
她的女儿郭炎光，因为高耀洁的“防艾”工作受到地方政府和工作单位的敌视和压制，最终失去工作，不得不于2000年底移民加拿大，母女关系也因此受到严重影响。
一些村民也憎恨她的工作。正如高耀洁当初所想的那样，很多人认为艾滋病只能通过与妓女性交传播。另一些人认为它是一种外国病，不会感染中国人。有些人羞于阅读她汇编的教育读物。还有一些人担心，宣传艾滋病的蔓延会对生活和工作在河南的人带来坏影响。这是实际情况，随着河南艾滋病广泛传播消息的传开，河南人开始在全国受到排挤。政府怪罪“不道德的”艾滋病毒携带者，企图掩盖自己参与“血祸”丑闻的罪行。但高耀洁毅然为受害者辩护：“中国的农民现在很穷，他们甚至没钱吃饭，怎么可能有钱去嫖娼或吸毒呢？”“现代中国社会两极分化严重，穷人濒临死亡边缘，而富人为他们的财富而窒息。事实上，绝大多数的艾滋病患者是通过卖血或输血感染了艾滋病毒。我非常反对这种宣传。”
2001年，“全球卫生理事会”授予高耀洁当年“乔纳森·曼卫生及人权奖”，中国政府禁止她参加在美国举行的典礼，她以前的工作单位拒绝给她办理护照。他们害怕她会告诉全世界：在中国艾滋病主要是血液传播，不像政府所宣传的通过性接触或静脉吸毒传播。联合国秘书长科菲·安南出席了“乔纳森·曼卫生及人权奖”颁奖典礼。安南说：“高医师未能出席今天的颁奖仪式，我深表遗憾。她是一位在中国农村从事预防艾滋病宣传教育的女性活动家。” 2002年，她被《时代》杂志授予“亚洲英雄”称号，2003年被美国《商业周刊》授予“亚洲之星”称号，并在同年获得菲律宾“拉蒙·麦格塞塞”公共服务奖，她准备出席马尼拉颁奖典礼，再次遭到当局拒绝。
高耀洁获得了几个国际社会的奖项后，中国政府才准许她访问美国，但在出国之前，河南当局还是动用许多警察将她软禁在家中半个月。2007年2月6日，据美国《纽约时报》报道，高耀洁女士在家中受到软禁，不能出境，只允許她的子女前往探望。软禁的目的是为了阻止她赴美国领取“生命之声”组织颁发的奖项。据美国广播公司报道，美国民主党参议员希拉里·克林顿以私人身份致函中国国家主席胡锦涛，引起了事态向积极的方向转折。2月15日，国家主席胡锦涛批准高耀洁前往美国接受颁奖。河南当局却另出一招，他们迫使高耀洁的儿子参与拦阻母亲出国领奖。2月18日，高耀洁的儿子跪在母亲面前，一连磕了三个响头，求她不要去美国领奖。 “当时我的心就像碎了一样，”高耀洁描述道，“我儿子说‘就说你病了，不能去美国’。但是你怎么能对整个世界撒谎？我不愿意像这黑暗社会中的许多人那样撒谎。”高耀洁心志已定，即使儿子劝阻，她也不愿意放弃。高耀洁于2月16日接獲通知能出境赴美領獎，2月26日，高耀洁抵达纽约。2007年3月14日，高耀洁在美国首府华盛顿接受“生命之音”2007年度“全球女性领袖”奖。
14日下午，希拉里在她的办公室单独接见了高耀洁。这是早就安排好的议程,，她在致胡锦涛和吴仪的信中就说过，“我期待着能有机会与高医生见面”。高耀洁刚出电梯，希拉里的女幕僚就迎上来。她告诉高耀洁，听到她被软禁的消息之后，希拉里非常着急，命令她赶紧起草信件，二月初那几天，她先后起草了十几封信，送希拉里签字后一一发出。直到北京有了肯定的答复，她们才松了一口气，接着就准备迎接高耀洁的到来。
高耀洁向她表示由衷的感谢，并说：“我能够出来领奖，也不说明了中国在改革开放方面的进步吗？”她点头称是。她引高耀洁走进希拉里的办公室。希拉里笑嘻嘻地出来迎接。她把高耀洁请到里间，坐在沙发上，开始拉家常。她先问高耀洁现在的工作情况，又问她来美国生活习不习惯。说话间，她一直上下打量着高耀洁，目光不时地扫过她的黑底白花衣服和那双穿着自制布鞋的小脚，脸上露出好奇的微笑。高耀洁告诉希拉里，这小脚是中国妇女千百年来苦难的缩影，现在已经不多了，她是最后一批了。希拉里很礼貌的把话题转到艾滋病问题上，高耀洁介绍了中国艾滋病的情况，她表示同意高耀洁的防艾主张，还提出要提倡性道德，鼓励人们洁身自好，等等。言谈中高耀洁发现，她是中国通，对中国的情况相当了解。
在盛会期间，高耀洁先后见了前总统执行长菲奥莉娜；克林顿时期的白宫办公室主任麦克拉蒂；布什总统关系密切和共和党德州的凯·巴利；2008年总统侯选人的共和党阿拉斯加州参议院哈格尔；有线电视网（CNN）“情况室”（The Situation Room）的节目主持人沃尔夫·布利哲；CNN的伊拉克战地者克里蒂亚尼·阿曼普尔；以及NBC的资深记者安德里亚-米切尔（格林斯潘的夫人）等知名人士。足见此行受到美国各界的高度重视。
特约颁奖嘉宾资深女记者朱莉·伍德若芙向全体与会者讲述了高耀洁十多年来为调查艾滋病疫情，救助艾滋病受难者和艾滋孤儿，和以极大的勇气揭露艾滋病“血祸”真相所做的艰苦努力和取得的显著成就。全场来宾深受感动，以长时间的热烈掌声献给了缓缓走上颁奖台的高耀洁。
高耀洁在美国的亲友也受到大会的盛情邀请。她的妹妹高明凤夫妇，小女儿郭炎光，王淑萍医生等。那一刻，高耀洁的眼眶充满了泪水。这一时期，高耀洁的生活并不平静。她离开中国之后，一直在中国人员监控之下。每天半夜之后，都有人向国内汇报情况，直到下半夜2点多。同时，封闭了高耀洁来往的消息。此事把曾金燕气哭了。
2007年3月下旬, 河南当局就吵着说:“高耀洁去美国不回来了”。4月8日高耀洁从美国返回，二弟赴上海接她。飞机落在上海浦东国际机场，住在一个朋友家。前一天有关当局打电话追问那家主人“高耀洁是否住在你那里？”4月中旬高耀洁先到开封，住她小弟的家，4月下旬回郑州家中，这伙人一直追控着她的行踪。
2007年5月他们在高耀洁住室前后安装了四个摄像头，并依然对她的子女施加压力。有一次高耀洁感冒了，去厕所、厨房时都要扶住墙走。她去开封小弟家住几天，国保人员把她接回来。
2007年4月20日，國際天文聯會将38980号小行星命名为“高耀洁”。河南封闭了这一消息。直至2008年9月，在中央《科学导报》发表之后，12月高耀洁才知道这一消息。
2008年，《高潔的靈魂》首次在香港出版，稿件修改校正需由他人轉交代領，後至2010年高耀潔直接電郵出版社編輯希望訂正再版，加上2008年後她為何需要踏上流亡之路以及她抵美後的生活。
2009年2月22日，美国国务卿希拉莉·克林顿访华，她通过外交部要求见高耀洁，中国政府同意了。2月19日高耀洁抵达北京，20日河南官方派高耀洁原工作学院已退休的党委副书记赵芬莉赴北京去拦截她，并通过北京警方说“高耀洁有政治问题，不能见希拉里。”赵芬莉乘飞机到北京之后，没有找到高耀洁，故未能达到目的。此后当局对高耀洁的电话与一切活动监控加紧。
2007年6月2日至8月27日，高耀洁先后往全国县级公安局邮寄防艾书籍《鲜为人知的故事》（2004年曾获优秀图书奖），2719包，三个月后毫无音讯。她到邮局查寻，他们说：你在邮局寄东西十多年了，这么多的邮件不会不发，问题出在总局。高耀洁估计：可能是当局害怕人们知道艾滋病真情，把这批书扣了。
2008年底至2009年初， 高耀洁向全国收集书籍杂志， 寄给无钱买书的学生，受到很多有志之士的支持。诗人张立凡先生在网络上号召大家帮忙，先后受到全国各地寄来《读者》、《南风窗》、《人物周刊》、《中国青年》、《新闻周刊》和《生活周刊》等十多种，几十万册，《南方都市报》一次寄百余公斤。她的转寄，第一批、第二批，证明杂志到达了，第三、四、五批均石沉大海。2009年4月，家中还存有几千余册，不敢再邮寄。
2009年5月6日，高耀洁发现气氛不对，电话又出故障。出现了2007年她赴美国领奖前夕之势，比上次的形势有过之而无不及。中午饭未来得及吃，假牙也未来得及带，匆匆离开了家。此时，三辆警车已停在我小区门外待命。高耀洁离家之后，本想躲过法国颁奖期就回家了，和去年躲奥运会一样，少遭很多麻烦。
6月中旬，高耀洁在开封，若回家，地方当局不会善罢甘休。若不回去，郑州的孩子与其他亲属会受到不可想象的打压。想来想去，高耀洁不知哭了多少次，最后想到政府當局很可能给她定个莫须有的罪名置之于死地，孩子们落个犯属之名。
高耀洁说：“我这个风烛残年的老人，非万不得己，不会只身出走在外，这次盲目外出，不知所从，只是为了把这些资料(艾滋病疫情的三本书) 留给后人，苍苍大地，茫茫人海，何处是我的归宿。”
最后高耀洁决定出走。她托香港的朋友帮她联络，请他往国外给2007年认识的朋友打了个电话，说她已经离开了家，无处可归， 需要出国。7月中旬取得联系，7月下旬开始办外出手续，有朋友转托在美国的华人组织，请他们派人来接她。
“离开国内时有大学生送行，临上飞机前，其中一位大学生送我到机场入口处，交给我一个字条，他说：奶奶，你到飞机上再看，以资留念。8月7日离开了广州白云机场，途中三次转机，8日抵达目的地。我的心中一块巨石落了地，接纳我的是山东同乡，住在他们家里，他们全家都对我的生活照顾得不错，住了半年多，我非常感谢他们。我这个穷光蛋，来美国之后深深体会到，来美国的华人，多么富有，多么会花钱，多么狡诈，一切一切，真一言难尽，我只好 ‘自我封闭’。
2010年3月，我被哥伦比亚大学聘为访问学者，由外地搬往纽约。住在一所公寓里，深居简出，我要尽心尽力，把书稿修改好。
我离开家后，在国内外辗转多处，最后到纽约，幸遇慈善机构和善心人，把我的生活安排的很好，解除了我的后顾忧虑，世界上还有很多朋友和陌生人关心我。”

## 社会评价
杜聪：“多年来，我和高教授去过无数次华中地区的乡下，访问不为人知的艾滋病感染村庄。她把这个称之为‘敲击黑洞’。一旦发现黑洞，我马上对孩子们进行支持，帮助他们上学，给他们提供物质供给。”杜聪的灵感来源于高耀洁：“我很钦佩她在这样困难的环境下不知疲倦工作的勇气。她教我如何帮助那些艾滋病儿童，如何与地方当局打交道等。 她还鼓励我要勇敢，不要放弃或妥协，总是讲真话，她把她救助的孩子也交给我抚养了。”
联合国前任秘书长安南：“她是一位在中国农村从事预防艾滋病宣传教育的女性活动家。”
联合国艾滋病规划署署长Peter Pilot：“艾滋病的历史和抗击艾滋病的历史是由那些无名英雄们、那些与社会主流抗争的人、以及那些真正敲响警钟的人用自己的行动谱写的。她就是其中一位。”
第55届联合国议会主席哈里·霍尔克里曾在媒体面前表达了对高耀洁的赞赏：“知识是最好的艾滋病疫苗。在中国河南，有一个为防艾教育而努力付出的志愿者。她的故事很感人，她的精神令人钦佩。”

## 荣誉与奖励
- 1999年，她被中華人民共和國教育部评为“关心下一代先进个人”。[48]
- 2001年，她获得了全球卫生理事会（Gobal Health Council）颁发的“乔纳森·曼恩世界健康与人权奖”。[49]但因为地方政府拒绝签发护照而未能亲自领奖。[43][50]
- 2002年，她被《时代》周刊评为“亚洲英雄”。[51]同年7月，被美国《商业周刊》评为25位“亚洲之星”之一，于人民大会堂颁奖，颁奖者为英国前首相约翰·梅杰。[52][53]
- 2003年，她获得了由菲律宾政府颁发的“拉蒙·麦格塞塞公共服务奖”（Ramon Magsaysay Award for Public Service），[54][55]马尼拉市市长赠送了她金钥匙，并授予她荣誉市民称号。但高耀洁未能亲自领奖。[56]《南方周末》2003年度人物题名。[57]
- 2004年，她被评为中国中央电视台“感动中国2003年十大年度人物”之一。11月2日，获得“内滕国际育儿奖”，颁奖于人民大会堂。[58]《南方人物周刊》将她列为“影响中国的公共知识分子五十人”之一。[59]《鲜为人知的故事》获得十四届中国图书奖
- 2005年，她编著的《一万封信》获得了由《新京报》和《南方都市报》联合举办的首届“华语传媒图书大奖”[60]的“2004年度图书大奖”。[61]
- 2007年，她获得由美國援助發展中國家婦女組織「生命之音」颁发的「婦女領導者獎」。颁奖仪式于当地时间3月14日在美国华盛顿举行。[44]美国民主党参议员希拉莉·克林顿出席了颁奖仪式，并表示“很高兴在这里见到高耀洁”。[62]
- 2007年，小行星38980以「高耀潔」來命名。
- 2007年9月20日，与蒋彦永同时获得纽约科学院2007年度科学家人权奖。[63]她的妹妹和女儿代为领奖。
- 2007年9月29日，位于美国旧金山的“中国民主教育基金会”将当年的“中国杰出民主人士”奖颁发给高耀洁。

## 身后
高耀洁在丈夫2005年病重时已立下遗嘱，要求把自己的骨灰撒在黄河激流处。2017年5月1日通过《敬告广大读者的一个声明》重申自己的遗嘱，决定自己的后事由儿子郭锄非办理，女儿郭竞先协助。
2023年12月10日，高耀洁在她于美国纽约的寓所逝世，享耆寿95岁。她的葬礼于12月18日在芬克里夫墓園的礼拜堂举行。
2024年10月12日，高耀洁逝世后将近一年，由博登书屋举办的《高耀洁画传》的新书发表会在纽约举行。

## 著作
- 《实用中西医结合妇产科学》专著，高耀潔總主編，郑州，河南省科技出版社，1990年4月，ISBN 7-5349-0598-2
- 《妇产科误诊误治病案鉴析》专著，高耀潔總主編，郑州，河南省中原農民出版社，1993年8月，ISBN 7-80538-561-0
- 《女人之友》高耀潔總主編，郑州，河南省海燕出版社，1994年2月，ISBN 7-5350-0979-4
- 《女科疾病防治全书》高耀潔總主編，郑州，河南中原農民出版社，1994年8月，ISBN 7-80739-733-5(此书内有“人工流产十大罪状”, 見出修订版本271----273頁)， 多年来全中国畅销，多次印刷，直至2010年1月又出修订版本，ISBN 7807397330, 9787807397335,
- 《实用女科全集，女性常见疾病防治》，高耀洁总主编 ; 李慧敏，王建凯主编，郑州，河南医科大学出版社，1999年，ISBN 7-81048-325-0
- 《与性病防治》，高耀洁著，河南科学技术出版社，2002年，ISBN 7-5349-2008-6
- 《鲜为人知的故事--艾滋病、性病防治大众读本》，高耀洁、尚慧彬、郭明久著，中原农民出版社，2003年，ISBN 7-80641-606-4
- 《現代保健》内,外, 妇, 儿, 性病共五册，高耀潔總主編，郑州，河南中原農民出版社，2005年9月，ISBN 7-80538-736-2/R·79

- 《一万封信—我所见闻的艾滋病、性病患者生存现状》，高耀洁编著，中国社会科学出版社，2004年，ISBN 7-5004-4601-2

- 《中国调查》，高耀洁著，广西师范大学出版社，2005年，ISBN 978-7-5633-5317-0

- 《中国艾滋病祸》（原名《艾滋殇》）高耀潔總主編，香港，天地出版社，2008年3月，ISBN 978-988-211-797-6
- 《血災：10000封信──中國愛滋病氾濫實錄》，高耀潔著，開放雜誌社，2009年，ISBN 978-962-7934-27-1
- 《揭開中國愛滋疫情真面目》，高耀洁著， 博大國際文化有限公司，2010年，ISBN 9789868520943/9868520940
- 《高潔的靈魂—高耀潔的回憶錄(增訂版)》，高耀潔著，明報出版社，2010年，ISBN 978-962-8993-14-7
- 《我的防艾路》（原名《十年防艾路》）高耀潔著，广州人民出版社，2011年4月ISBN 978-7-218-07107-7
- 《疫症病案一百例》，高耀潔著，明報出版社，2011年，ISBN 978-988-8081-99-8
- The Soul of Gao Yaojie: A Memoir, written by Gao Yaojie, Ming Pao Publications Limited, 2011, ISBN 978-988-8134-33-5
- 《我的防艾路》 ，高耀洁著，加拿大国际出版社，2021年3月， ISBN 978-1-989-76306-3

### 书目
- 高耀潔. . 纽约: 明報出版社. 2017. ISBN 9789628993147.
- 高耀潔. . 广州: 广东人民出版社. 2011. ISBN 978-7-218-07107-7.
- 高耀潔. . 香港: 開放雜誌社. 2009. ISBN 9789627934271.